# Полупанов, Владимир Викторович
Влади́мир Ви́кторович Полупа́нов (род. 27 февраля 1970, Белые Воды) — российский журналист, наиболее известный в качестве музыкального обозревателя газеты «Аргументы и факты». В 2007—2013 годах являлся главным редактором сайта Toppop.ru, освещавшего шоу-бизнес.

## Биография
Родился 27 февраля 1970 года в селе Белые Воды (ныне Аксукент) Казахской ССР.
Хотя Полупанов не получил музыкального образования, в молодости он был участником музыкальной группы и автором песен. Будучи студентом журналистского факультета МГУ, он уже тогда мечтал работать в газете «Аргументы и факты». Окончил журфак в 1996 году, незадолго до этого впервые появился на телеэкране — в качестве участника капитал-шоу «Поле чудес».
Помощь в становлении начинающего журналиста оказал первый главный редактор газеты Владислав Старков. По воспоминаниям Полупанова, в одном из его первых интервью он задавал вопросы Ирине Аллегровой в подобострастном тоне, а главред «кинул его мне в лицо и сказал, чтобы я не смел больше приносить таких интервью». Старков учил его быть правдивым и выражать собственную позицию в своих статьях. Впоследствии Полупанов получил известность как автор критических отзывов о звёздах российского шоу-бизнеса, а также друг Аллы Пугачёвой и Юрия Шевчука. Помимо околомузыкальных материалов он освещает различные темы, в том числе политические и спортивные, выступает в качестве гостя телепрограмм. Вместе с Лилией Власовой был ведущим передачи «7 премьер» на «Радио 7».
Скандальную известность получил случай, когда Полупанов, будучи участником церемонии вручения премии Муз-ТВ в 2005 году, во время награждения Олега Газманова выкрикнул со сцены в зал: «Так держать, Олег, пусть свобода воссияет! Свободу Юрию Деточкину! Свободу Михаилу Ходорковскому!». Журналист Борис Барабанов так описал реакцию гостей церемонии: «…многие присутствовавшие в зале не поверили своим ушам и начали спрашивать друг друга: „Мне не послышалось?“» Данный эпизод попал в эфир телеканала Муз-ТВ, поскольку шоу транслировалось в прямом эфире, однако он был вырезан из повторной версии.
Во второй половине 2000-х годов занимал должность заместителя главного редактора газеты «Аргументы и факты». В 2007 году был награждён премией Правительства РФ. В 2014 году награждён Благодарностью Президента Российской Федерации.
В свободное время играет в футбол, с 2012 года является членом лиги «КСЦ-Успех» (ранее — «Союз-Успех»).